# Cerro Las Tetas (Tinaquillo)
El Cerro Las Tetas es una formación montañosa ubicada en el extremo norte del estado Cojedes en Venezuela. A una altitud promedio de 1053 msnm, la Teta de Tinaquillo es la segunda montaña más altas en Cojedes, precedida por el Cerro Azul (Cojedes), con 1780 msnm.

## Ubicación
El Cerro Las Tetas es parte de una región montañosa del extremo este del parque nacional Tirgua, al oeste de la ciudad de Tinaquillo del Municipio Tinaquillo al norte de Cojedes. En sus faldas se encuentran los caseríos de Curiepe, La Pica, Carache, Las Mesas. 

## En la cultura popular
Debido a su gran altura y que está rodeado mayormente de sabanas, de unos 450 msnm aproximadamente, forma un espectacular contraste con estas, siendo musa de pintores, fotógrafos, cantantes, poetas, etc. haciéndose un hito natural como el Himno municipal lo indica:

Coro
A la puerta del llano infinito
Centinela tenaz de mis pampas
Tinaquillo por Dios fue bendito
Con honor, con justicia y bonanza
I
En tu suelo la sangre y la gloria
fue regada por nuestros titanes
escribiendo por siempre la historia
la gran gesta inmortal de "Taguanes".
A lo lejos la "Teta" es un hito
como numen sagrado al poeta,
fiel otero de tus cien caminos
representa tu gracia y belleza.

## 12 de octubre
Este día en Venezuela es una fecha patria, se celebra el Día de la resistencia indígena, por lo tanto es no laborable. Los tinaquilleros tienen como tradición subir la ruta del cerro, cientos de personas colman el lugar, parten buses desde la Plaza Bolívar de Tinaquillo hasta el comienzo del camino que lleva hacia la cima.